# Yves Schlegel
Yves Schlegel (* 11. Juli 1993 in St. Gallen) ist ein Schweizer Kleinfeld-Unihockeyspieler, der aktuell beim UHC Elgg in der 1. Liga Kleinfeld sowie in der 3v3-Nationalmannschaft spielt.

## Karriere

### Vereine
Schlegel kam eher spät zum Unihockey und begann seine Karriere im Alter von 12 Jahren. Er absolvierte seine gesamte Juniorenzeit beim UHC Barracudas Romanshorn (heute Barracudas Oberthurgau), wo er dank einer Doppellizenz bis heute weiterhin spielt. Seit der Saison 2022/2023 spielt Schlegel zudem für den UHC Elgg in der höchsten Kleinfeld-Liga der Schweiz.

### Nationalmannschaft
Während Schlegel bei der ersten 3v3-Weltmeisterschaft 2024 in Lahti noch als Pikett-Spieler ohne Aufgebot blieb, gab er sein Debüt in der Schweizer 3v3-Nationalmannschaft am 2. Mai 2025 bei der Heim-WM in Winterthur, wo er mit dem Schweizer Team sogleich den ersten Weltmeistertitel für die Schweiz im Männer-Unihockey gewann. Er erzielte dabei in 7 Spielen 7 Tore und war damit drittbester Scorer seines Teams.